# Aventurile lui Tintin: Secretul Licornului
Aventurile lui Tintin: Secretul Licornului (2011, titlu original The Adventures of Tintin sau The Adventures of Tintin: The Secret of the Unicorn) este un film de animație 3D american regizat de Steven Spielberg după un scenariu scris de Steven Moffat și Edgar Wrightbazat. Filmul este inspirat de seria de benzi desenate cu același nume creată de artistul belgian Hergé. În film interpretează actorii Jamie Bell, Andy Serkis, Daniel Craig.
Scenariul se bazează pe trei albume de benzi desenate și anume Le Crabe aux pinces d'or (Crabul cu cleștii de aur), Le Secret de La Licorne (Secretul Licornului) și Le Trésor de Rackham le Rouge (Comoara lui Rackham cel Roșu[nefuncțională]
).

## Rezumat
Tintin (Jamie Bell), un tânăr jurnalist, însoțit de cățelul său Snowy se află într-o piață dintr-o localitate europeană (în prima scenă apare cameo Hergé care îi face portretul lui Tintin). Tintin cumpără pentru o liră macheta unei nave cu trei catarge, numită Unicorn, dar este imediat acostat de sinistrul Ivan Ivanovici Sakharine (Daniel Craig) și apoi de misteriosul Barnaby (Joe Starr), care încearcă să cumpere macheta de la Tintin, dar fără niciun succes. Tintin duce vaporul acasă, dar acesta e stricat în timp ce Snowy aleargă după pisica din vecini. Odată rupt, un catarg conținând o bucată de hârtie cade sub birou fără ca Tintin să observe. Snowy încearcă în zadar să-i atragă atenția lui Tintin. Între timp, incompetenții detectivi Thomson și Thompson (Nick Frost și Simon Pegg) sunt pe urmele unui hoț de portofele, Aristides Silk (Toby Jones). După ce apartamentul îi e răvășit, Tintin găsește și citește pergamentul pe care apoi îl pune în portofelul său. Tintin îl vizitează pe Sakharine în Marlinspike Hall, unde află că mai sunt încă două machete ale aceleiași nave. Tintin este jefuit de hoțul de portofele.
Mai târziu, Tintin este răpit de complicii lui Sakharine și este închis pe nava SS Karaboudjan. La bord, Tintin scapă și se întâlnește cu căpitanul navei Haddock (Andy Serkis), căruia Sakharine i-a luat comanda cumpărând echipajul și dându-i de băut în continuu căpitanului prin intermediul primului ofițer Allan (Daniel Mays). Tintin și Haddock (și Snowy) în cele din urmă fug de pe navă cu o barcă. Sakharine trimite un hidroavion după ei, dar Tintin trage în el cu ultimul glonț și apoi capturează avionul cu care merg spre portul (fictiv) marocan Bagghar, dar se prăbușesc în deșert.
Deshidratat de căldură și suferind de pe urma lipsei de alcool, Haddock începe să halucineze și își amintește momente din viața strămoșului său, Sir Francis Haddock (Andy Serkis), care a fost căpitan pe adevărata navă Unicorn în timpul secolului al XVII-lea. Corabia plină de comori a lui Sir Francis a fost atacată de pirații mascatului Red Rackham (Daniel Craig), și, după o bătălie pe mare și predare, Sir Francis alege să scufunde Unicornul și cea mai mare parte a comorii, decât să cadă în mâinile lui Rackham. Sir Francis scapă cu o mână de nestemate pe care le adună în pălăria sa. Mai târziu face 3 machete ale Unicornului, fiecare conținând un pergament cu indicii. Împreună, cele trei pergamente dezvăluie locul unde s-a scufundat Unicornul și unde se află comoara.  
În Bagghar, Tintin și Căpitanul încearcă să găsească o metodă de a intra în posesia machetei pe care o deține emirul Omar Ben Salaad (Gad Elmaleh), dar aceasta este pusă într-o cutie din sticlă securizată. Detectivii Thomson și Thompson apar și ei și îi dau lui Tintin portofelul său cu pergamentul. Planul lui Sakharine este de a da un concert cu cunoscuta divă Bianca Castafiore (Kim Stengel), "Privighetoarea Milaneză", a cărei voce puternică sparge sticla iar șoimul antrenat al lui Sakharine distruge macheta și fuge cu catargul în care se afla al treilea pergament. După o cursă plină de acțiune de-a lungul portului a lui Tintin și Haddock, Sakharine reușește să scape în cele din urmă cu cele trei pergamente. Tintin îl urmărește în Europa și aranjează cu poliția să-l aștepte pe cheiurile unui doc. Haddock și Sakharine se luptă, Sakharine îi dezvăluie că este urmașul lui Red Rackham și că dorește să-și răzbune strămoșul recuperând comoara și omorând urmașul lui Sir Francis numai când acesta va ști cine este cu adevărat. Haddock, cu ajutorul lui Tintin, îl învinge apoi pe Sakharine care este arestat de Thomson și Thompson.
Cu cele trei pergamente în posesia lor, Tintin și Haddock ghidați de indicii ajung tocmai la proprietatea din Marlinspike Hall, aici găsesc pivnița veche, sparg un glob pământesc în care se afla mica comoară și pălăria lui Sir Francis Haddock. Tintin găsește un alt indiciu despre unde se află locația Unicornului scufundat și cei doi sunt de acord că aventura va continua în larg în căutarea comorii.

## Distribuție
- Jamie Bell – Tintin.[6] Bell îl înlocuiește pe Thomas Sangster, care a abandonat atunci când filmările au fost amânate în octombrie 2008.[7] Jackson a sugerat ca Bell să primească rolul, el fiind cel care l-a distribuit în rolul Jimmy din filmul King Kong.[8]
- Andy Serkis – Captain Haddock și Sir Francis Haddock[9]. Serkis l-a interpretat pe Gollum în trilogia lui Jackson Stăpânul inelelor și pe King Kong în refacerea din 2005, ambele roluri au necesitat captura mișcării. Serkis a glumit spunând că era preocupat de faptul că Jackson voia ca el să joace rolul lui Snowy, câinele lui Tintin[10] care a fost animat tradițional, fără tehnica de captură a mișcării.[11] Serkis a remarcat, la recitirea benzilor desenate pentru rolul său, că au avut o calitate suprarealistă Pythonesque în genul Monty Python.[12]
- Daniel Craig – Ivan Ivanovici Sakharine și Red Rackham, Sakharine este urmașul lui Red Rackham, piratul care a atacat Unicornul, nava condusă de căpitanul Sir Francis Haddock.[6] Craig a mai colaborat cu Spielberg la filmul Munich, Toby Jones la Infamous și Bell la Defiance.
- Nick Frost – Simon Pegg și Thomson și Thompson, detectivii incompetenți care sunt aproape identici. Spielberg l-a invitat pe Pegg și i-a oferit rolul după ce a terminat filmul How to Lose Friends & Alienate People.[13] Pegg a mai interpretat alături de Serkis în filmul lui John Landis - Burke & Hare, care a apărut în toamna 2010.
- Tony Curran – lt. Delacourt, un aliat de-al lui Tintin.[14]
- Toby Jones – Aristides Silk, un hoț de buzunare[9][15]
- Gad Elmaleh – Omar Ben Salaad[9]
- Mackenzie Crook și Daniel Mays – Tom și Allan, contrabandiști la bordul navei Karaboudjan[16]
- Kim Stengel – Bianca Castafiore[17]
- Joe Starr – Barnaby, un agent FBI, care încearcă la începutul filmului să-l avertizeze pe Tintin despre achiziționarea machetei Unicornului și care este împușcat de către huliganii lui Sakharine la ușa blocului lui Tintin.
- Sonje Fortag – dna Finch.
- Cary Elwes – Phillip Rhys, în rolul piloților hidroavionului.
- Ron Bottitta – Unicorn Lookout
- Mark Ivanir – un soldat afgar din fortăreața militară/ Secretar[18]
- Sebastian Roché este Pedro/Primul ofițer [19]
- Sana Etoile – un ziarist[20]